# Shuliang He
Kong He (en chino tradicional, 孔紇; pinyin: Kǒng Hé), (622-548 a. C.) también conocido como Shuliang He (en chino tradicional, 叔梁紇; pinyin: Shūliáng Hé), fue un erudito y militar del Estado Lu. Era hijo de la figura política de Lu Bo Xia y el padre de Kong Pi y Confucio.

## Historia
El día 69 del cuarto mes lunar del año 563 a. C., Shuliang He supuestamente fue responsable de mantener abiertas las puertas de Bi Yang (偪 阳), para que los soldados de su lado que ya habían entrado en Bi Yang pudieran escapar. Meng Xianzi, entonces líder del clan Mengsun de Lu (uno de los Tres Huan ), lo elogió diciendo: "Esto es lo que el Clásico de poesía quiso decir con 'tener la fuerza de un tigre'".
En el otoño de 556 a. C., el ejército del duque Ling de Qi atacó la frontera del Estado Lu, con Gao Hou sitiando la línea de defensa de Zang Wuzhong y capturándolo. Shuliang He, Zang Chou y Zang Jia dirigieron a 300 soldados para atacar al ejército de Qi por la noche y ayudaron a escoltar a Zang Wuzhong de regreso a un lugar seguro. Luego regresaron para luchar contra el ejército de Qi. Qi se retiró poco después.
La primera esposa de Shuliang He, Lady Shi, había dado a luz a nueve hijos, todos niñas. Kong también tuvo un hijo, llamado Kong Pi (孔皮). Sin embargo, como la madre de Kong Pi era una concubina y se decía que el propio Pi tenía deformidades en los pies, no pudo convertirse en el sucesor de su padre. Así, el anciano He quedó sin heredero hasta que se acercó y logró persuadir a Yan Xiang (顏襄), el padre de la familia Yan para casarse con una de sus hijas; se casó con Yan Zhengzai (顏徵在), la tercera e hija menor. Cuando Shuliang He se casó con Yan Zhengzai, él tenía 72 años mientras que Yan tenía 18 años.
En general, se piensa que Kong Qiu (Confucio) nació el 28 de septiembre de 551 a. C. Su lugar de nacimiento fue  Zou, en el Estado Lu (cerca de la actual Qufu, provincia de Shandong).

## Muerte
Shuliang He murió cuando Kong Qiu tenía tres años, sus hijos Kong Pi y Kong Qiu fueron criados por su viuda en la pobreza. Después de la muerte de su viuda, su hijo Kong Qiu logró ubicar su tumba cerca de Fangshan y la enterró con él.